# Червени-Камень
Червени-Камень (словац. Červený Kameň) — словацкий замок в стиле эпохи Возрождения, расположенный на восточных склонах Малых Карпат у деревни Часта неподалёку от Модры. Входит в список национальных памятников культуры Словакии.

## История
Средневековое укрепление возникло в XIII веке — в 1230 году его заложили по приказу чешской королевы Констанцы, как часть пограничной системы, простиравшейся от Братиславы до Жилины.
В XVI веке аугсбургская купеческая семья Фуггеров снесла большую часть замка и построила новый ренессансный замок. В 1588 венгерский граф Миклош Пальфи взял в жёны баронессу Фуггер и унаследовал замок. Здесь родились его потомки палатин Венгрии Пал Пальфи фон Эрдёд и фельдмаршал Янош Пальфи. 
В настоящее время в замке музей мебели.